# Paraphrase de Sem
La Paraphrase de Sem est un texte gnostique apocryphe découvert dans le codex VII de la bibliothèque de Nag Hammadi. Écrit en copte, il aurait été originellement rédigé dans la première moitié du IIIe siècle en Syrie orientale.
Il s'agit essentiellement d'une apocalypse où Sem relate la révélation que lui a faite Derdekeas.

## Contenu
Le texte débute par une phrase affirmant qu'il est « [La] Paraphrase qui fut faite au sujet de l'Esprit inengendré ». Il s'agit d'une œuvre apocalyptique qui narre l'ascension de Sem et son retour sur Terre. Il donne également sa propre version du Déluge, de la destruction de Sodome, ainsi que du baptême et de la résurrection du Sauveur.
Le texte mentionne également Sem comme la première personne sur Terre, ce qui est comparable à la doctrine de l'Ancien Testament à propos d'Adam, mais il peut aussi être relié à Jésus qui, selon le Nouveau Testament, a déclaré : « avant qu'Abraham fût, Je Suis ».
La Paraphrase de Sem se termine par cette adresse :
« Désormais, chemine dans la grâce, ô Sem, et demeure dans la Foi sur la terre. Car toutes les Puissances de lumière et de feu seront rendues parfaites par moi à cause de toi. Sans toi, en effet, elles ne seront pas manifestées, jusqu'à ce que tu les exprimes en clair. Lorsque tu quitteras la terre, elles seront transmises à ceux qui (en) sont dignes. Au-delà de cette révélation, toutefois, puisse-t-on parler de toi sur la terre, puisqu'on prendra le territoire dégagé et dans la concorde ! »

## Paraphrase de SemetParaphrase de Seth
La question de l'identification de la Paraphrase de Sem avec la Paraphrase de Seth, un traité séthien cité dans la Réfutation de toutes les hérésies (V, 19-22) d'Hippolyte de Rome, a longtemps été débattue. Si cette identification est désormais rejetée par les spécialistes, le débat porte désormais sur la dépendance littéraire des deux textes : certains auteurs considèrent la Paraphrase de Seth comme une version christianisée de la Paraphrase de Sem, d'autres pensent que la Paraphrase de Sem est une version déchristianisée de la Paraphrase de Seth.

## Sources d'inspiration et influence
Outre la Bible, la Paraphrase de Sem est influencée par le stoïcisme et le moyen platonisme, surtout celui des Oracles chaldaïques et de Numénios d'Apamée. Le valentinisme a aussi eu une grande influence sur le texte.
Par certains traits, la Paraphrase de Sem annonce le manichéisme.

## Sources
- (en) Cet article est partiellement ou en totalité issu de l’article de Wikipédia en anglais intitulé « Paraphrase of Shem » (voir la liste des auteurs).
- La Paraphrase de Sem, traduite par Michel Roberge (La Bibliothèque copte de Nag Hammadi – Université Laval)
- Brève analyse de la Paraphrase de Sem (La Bibliothèque copte de Nag Hammadi – Université Laval)